# Markt 6 (Bad Honnef)

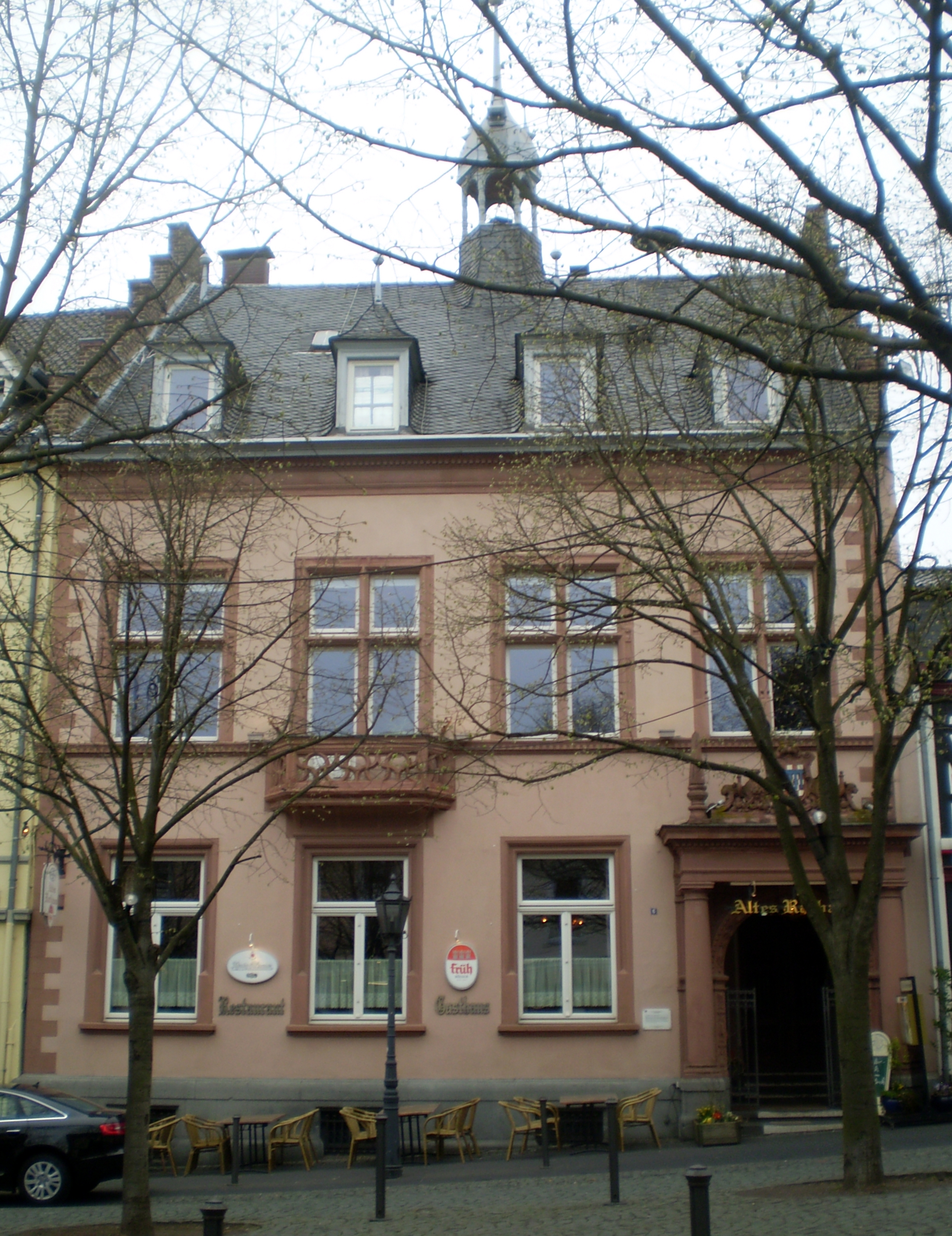
Altes Rathaus, Markt 6 (2012)

Das Gebäude Markt 6 (auch Altes Rathaus genannt) in Bad Honnef, einer Stadt im nordrhein-westfälischen Rhein-Sieg-Kreis, ist ein 1894/95 errichtetes heutiges Wohn- und Gasthaus. Es war bis 1983 als Rathaus Sitz der städtischen Verwaltung. Das Gebäude steht als Baudenkmal unter Denkmalschutz. Es liegt an der Nordseite des Marktplatzes gegenüber der Pfarrkirche.

## Geschichte
Das Haus entstand als erstes stadteigenes Rathaus der Stadt Honnef, die im Jahre 1862 die kommunale Eigenständigkeit und zugleich Stadtrechte erhalten hatte. Das Bürgermeisteramt war zuvor im Obergeschoss des Hauses Bahnhofstraße 26 beheimatet, wo auch der Gemeinderat tagte. Die Stadt schrieb einen Architektenwettbewerb aus, aus dem der Entwurf des Kölner Architekten Johann Georg Eberlein aufgrund einer günstigen Raumaufteilung siegreich hervorging. Der Ratssaal, Tagungsort des Stadtrats, befand sich im ersten Obergeschoss. Am 30. Juni 1895 wurde das neue Rathaus eingeweiht. Nachdem die Räume dort zu eng geworden waren, wurde in dem 1913 von der Stadt angekauften östlich angrenzenden Fachwerkhaus aus dem 17./18. Jahrhundert (Markt 7) die Polizeistation und später das Standesamt eingerichtet, 1921 auch das Fachwerkhaus an der Ecke Rommersdorfer Straße erworben.
Nach einer durch das Bevölkerungswachstum und die Eingemeindung von Aegidienberg (1969) bedingten Vergrößerung der Stadtverwaltung war diese Mitte der 1970er-Jahre auf fünf Dienstgebäude verteilt. Daher beschloss der Stadtrat 1977, das alte Rathausgebäude aufzugeben und ein neues zu errichten. Es entstand nach einem Entwurf des Architekten Joachim Schürmann südöstlich von Marktplatz und Pfarrkirche. Der Umzug der Stadtverwaltung erfolgte nach Fertigstellung des Neubaus im März 1983. Das bisherige Rathaus wurde anschließend durch eine Altentagesstätte, eine Funkzentrale des Deutschen Roten Kreuzes und eine Tanzschule genutzt; in dem benachbarten bisherigen Standesamt eröffnete 1992 eine Gastwirtschaft, deren Pächter das Alte Rathaus im Jahre 1997 von der Stadt erwarb und auch dort nach einer denkmalgerechten Restaurierung bis 1999 einen (zusammengehörigen) Gastronomiebetrieb einrichtete. In dem vormaligen Ratssaal, ausgewiesen als Nebenstelle des Standesamts, werden weiterhin Trauungen abgehalten.
Die Eintragung des Gebäudes in die Denkmalliste der Stadt Bad Honnef erfolgte am 17. November 1986.

## Architektur
Das Haus liegt auf einem nach Osten ansteigenden Gelände und ist in geschlossener Bauweise errichtet. Es umfasst zwei Vollgeschosse sowie vier Achsen, von denen die rechte als Eingangsachse ausgebildet ist. Das Portal ist im Giebel mit neobarocken Ornamenten geschmückt und zeigt dort das Stadtwappen und vier Löwenköpfe. Das Obergeschoss trägt einen Balkon, dessen Brüstung mit neogotischem Maßwerk ausgestattet ist. Das Dachgeschoss verfügt über vier Walmgauben samt Dachknauf. Bekrönt wird das Rathaus von einem Dachreiter mit einem Dachhelm, bedeckt mit Kupferblech und nach oben hin abgeschlossen von einem weiteren Dachknauf.